# Apostolepis nelsonjorgei
Apostolepis nelsonjorgei — вид змій родини полозових (Colubridae). Ендемік Бразилії. Вид названий на честь бразильського герпетолога Нельсона Хорхе да Сілви молодшого.

## Поширення і екологія
Apostolepis nelsonjorgei мешкають у верхів'ях басейну Токантінса в штатах Гояс і Токантінс. Вони живуть в сухих саванах серрадо.